# Ammonio l'Egiziano
Ammonio l'Egiziano (in greco antico: Ἀμμώνιος?, Ammónios; Egitto, ... – ...; fl. I secolo) è stato un retore e filosofo greco antico, vissuto nel I secolo, conosciuto anche come Ammonio di Atene e come Ammonio Accademico.
Proveniente dall'Egitto, insegnò retorica ad Atene al tempo di Nerone e Vespasiano ed ebbe tra i suoi discepoli il celebre filosofo Plutarco.
Nulla rimane della produzione letteraria e filosofica del retore, se non le citazioni che lo stesso Plutarco inserisce nelle proprie opere. Un trattato morale di Plutarco, dedicato ad Ammonio, è andato perduto: sembra che l'autore attribuisse al retore interessi pitagorici e un platonismo fortemente intriso di elementi mistico-religiosi.
Dubbia è la sua identificazione con lo scrittore attico Ammonio di Lamprae citato dal grammatico greco Ateneo di Naucrati  come l'autore di un'opera sulle cortigiane greche, "Περὶ τῶν Ἀθηνσινῆ Ἑταιρίδων" e di un libro su altari e sacrifici, "Περὶ βωμῶν καὶ Θυσιῶν".
Ammonio l'Egiziano non va confuso con un Ammonio Peripatetico vissuto nel III secolo, citato dal filosofo Cassio Longino, del quale peraltro poco o nulla si conosce.